# Krzysztof Bociek
Krzysztof Bociek (Mielec, 30 maart 1974) is een voormalig Pools voetballer.
Hij speelde van 1990 tot en met 1994 voor Stal Mielec in Polen. In het seizoen 1994/95 kwam hij uit voor het Griekse PAOK Saloniki en in 1995 wederom voor Stal Mielec.
Hierna ging hij naar Nederland waar hij achtereenvolgens speelde voor FC Volendam (1996), AZ Alkmaar (1996/97), N.E.C. (1997/99) en FC Den Bosch (1999-2001).

## Statistieken

### Carrière
| seizoen    | club          | land        | competitie     | wed. | goals |
| ---------- | ------------- | ----------- | -------------- | ---- | ----- |
| 1990-1991  | Stal Mielec   | Polen       | Ekstraklasa    | 4    | 0     |
| 1991-1992  | Stal Mielec   | Polen       | Ekstraklasa    | 7    | 5     |
| 1992-1993  | Stal Mielec   | Polen       | Ekstraklasa    | 25   | 11    |
| 1993-1994  | Stal Mielec   | Polen       | Ekstraklasa    | 22   | 2     |
| 1994-1995  | PAOK Saloniki | Griekenland | Alpha Ethniki  | 24   | 8     |
| 1995-1996  | Stal Mielec   | Polen       | Ekstraklasa    | 9    | 1     |
| 1995-1996  | FC Volendam   | Nederland   | Eredivisie     | 12   | 2     |
| 1996-1997  | AZ Alkmaar    | Nederland   | Eredivisie     | 19   | 4     |
| 1997-1998  | N.E.C.        | Nederland   | Eredivisie     | 8    | 1     |
| 1998-1999  | NEC Nijmegen  | Nederland   | Eredivisie     | 4    | 0     |
| 1999-2000  | FC Den Bosch  | Nederland   | Eredivisie     | 14   | 0     |
| 2000-2001  | FC Den Bosch  | Nederland   | Eerste divisie | 1    | 0     |
| Bijgewerkt | 03-01-2009    |             |                |      |       |